# Грачище
Грачище (словен. Gračišče) — поселення в общині Копер, Регіон Обално-крашка, Словенія. Висота над рівнем моря: 296,1 м.